# Holwit
Holwit wordt bij het handzetten van loden letters gebruikt om witregels in een tekst aan te brengen. Holwit is een strip die uit lood is gegoten; om gewicht te besparen is deze strip niet massief maar hol. Ook holwit dat van plastic is gemaakt komt voor.
Holwit komt meestal in de dikten 2, 3 en 4 augustijn voor. Bij een dikte van ½ tot en met 1 ½ augustijn spreekt men van een reglet. Is de strip 1, 2, 3 of 4 punten dik dan is sprake van interlinie.
Holwit dat vierkant is, bijvoorbeeld 3 bij 3 augustijn, wordt tabelwit genoemd.